# System 3 (azienda)
System 3 Software Ltd è una società britannica che sviluppa, pubblica e distribuisce videogiochi, fondata nel 1982 da Mark Cale. Il ramo dell'azienda che si occupa dello sviluppo dei videogiochi prende il nome di Studio 3, inoltre ha pubblicato molti videogiochi anche con marchi Play It.
Il 29 novembre 2013, in occasione del lancio della PlayStation 4, sono stati pubblicati due nuovi videogiochi sviluppati appositamente per questa piattaforma: The Pinball Arcade e Putty Squad.
System 3 è tuttora attiva nello sviluppo software per diverse piattaforme.

## Videogiochi sviluppati
- Colony 7, 1982
- Lazer Cycle, 1983
- Deathstar Interceptor, 1984
- Juice!, 1984
- Motocross!, 1985
- Suicide Strike, 1985
- Twister, 1985
- International Karate, 1985
- International Karate +, 1987
- Bangkok Knights, 1987
- The Last Ninja, 1987
- Last Ninja 2: Back with a Vengeance, 1988
- Dominator, 1989
- Myth: History in the Making, 1989
- Tusker, 1989
- Vendetta, 1989
- Flimbo's Quest, 1990
- Fuzzball, 1991
- Last Ninja 3: Real Hatred Is Timeless, 1991
- Turbocharge, 1991
- Super Putty, 1993
- Putty Squad, 1994
- Desert Fighter, 1995
- Constructor, 1997
- Guilty Gear, 2000
- Silent Bomber, 2000
- Toshinden 4, 2000
- Crisisbeat, 2002
- Casino Challenge, 2003
- Grooverider: Slot Car Racing, 2003
- International Snooker Championship, 2003
- Motorsiege, 2003
- Road Trip Adventure, 2003
- Seek and Destroy, 2003
- Underworld: The Eternal War, 2003
- Creatures: Raised in space, 2004
- Intellivision Lives, 2004
- Play it Pinball, 2004
- Video Poker e Black Jack, 2004
- 1945:I & II The Arcade Games, 2005
- Castle Of Shikigami 2, 2005
- Cel Damage Overdrive, 2005
- Elf, 2005
- Guncom 2, 2005
- Gungrave Overdose, 2005
- James Pond codename:Robocod, 2005
- International Pool Championship, 2005
- MX World Tour, 2005
- Pinball Hall of Fame: Gottlieb Collection, 2005
- Stock Car Speedway, 2005
- Strike Force Bowling, 2005
- Trigger Man, 2005
- World Championship Poker, 2005
- Arcade Classics: Volume 1, 2006
- Crazy Chicken X, 2006
- Gottlieb Pinball Classics, 2006
- Impossible Mission, 2007
- Super Fruit Fall Deluxe, 2007
- Ferrari Challenge Trofeo Pirelli, 2008
- Powerplay Pool, 2009
- Tennis Masters Deluxe, 2009
- Ferrari: The Race Experience, 2011
- Williams Pinball Classics, 2011
- Chess Challenger, 2012
- Ferrari Challenge/Supercar Challenge, 2012
- Absolute Supercars, 2013
- Putty Squad, 2013
- The Pinball Arcade, 2013
- Pure Pool, 2014
- Pinball Arcade: Season 2, 2014
- Stick It To The Man!, 2015
- Constructor HD, 2015
- Tiny Troopers Joint Ops: Zombie Edition, 2016
- World Poker Championship, 2016
- Rally Racers, 2018
- Constructor +, 2019
- Home sheep Home: Farmageddon, 2020